# ISO 10383
L'ISO 10383 est une norme de l'Organisation internationale de normalisation chargé de définir les codes nécessaires aux échanges sur les marchés boursiers règlementés et non règlementés pour faciliter le traitement automatisé des données. Ces codes d'identification des marchés sont appelés en anglais Market Identification Code ou MIC.
La version ISO 10383:1992 « Codes de bourses et marchés réglementés -- Codes d'identification des marchés (MIC) » a été remplacé ensuite par ISO 10383:2003 « Valeurs mobilières et autres instruments financiers concernés -- Codes pour échanges et identification de marché (MIC) ».

## Exemples
| MIC (ISO 10383) | Institution                                      | Code du Pays (ISO 3166-1 alpha-2) | Nom du Pays | Ville                    | ACCR (Associate Credit Card Receivables Corporation) |
| --------------- | ------------------------------------------------ | --------------------------------- | ----------- | ------------------------ | ---------------------------------------------------- |
| XPAR            | EURONEXT PARIS S.A.                              | FR                                | FRANCE      | PARIS                    | EURONEXT                                             |
| XETR            | DEUTSCHER KASSENVEREIN AG GRUPPE DEUTSCHE BOERSE | DE                                | ALLEMAGNE   | FRANCFORT (-SUR-LE-MAIN) | XETRA                                                |
| XLON            | LONDON STOCK EXCHANGE, THE                       | GB                                | ROYAUME-UNI | LONDRES                  | LSE                                                  |
| XTKS            | TOKYO STOCK EXCHANGE                             | JP                                | JAPON       | TOKYO                    | TSE                                                  |